# Jingisukan

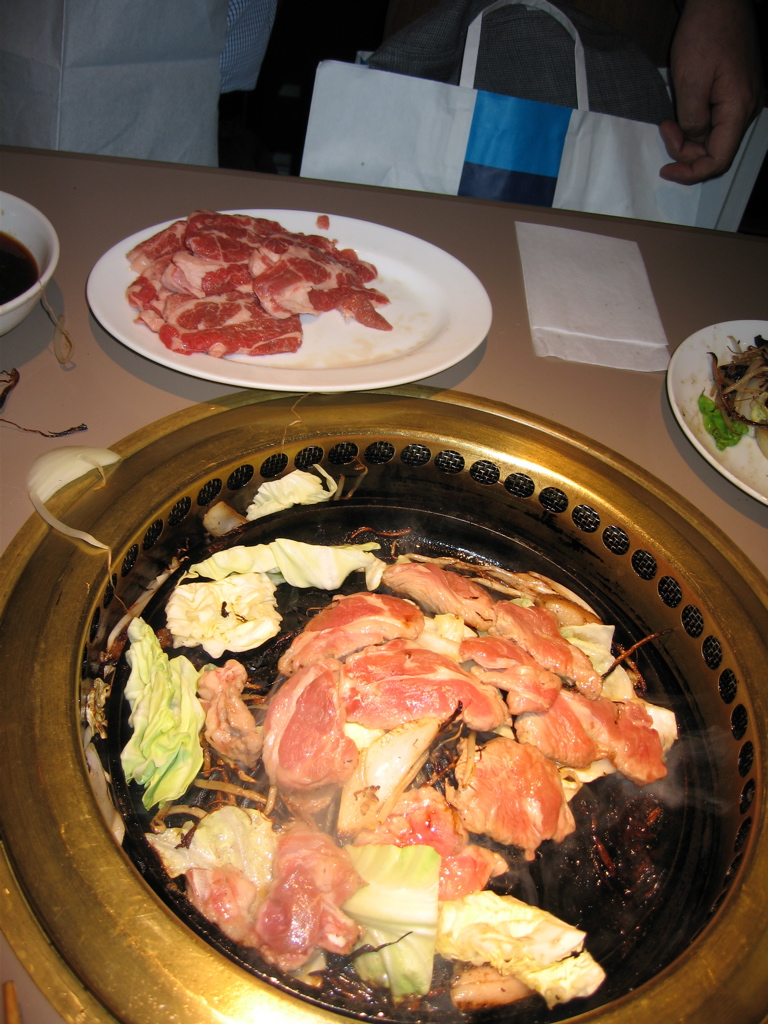
Barbacoa japonesa

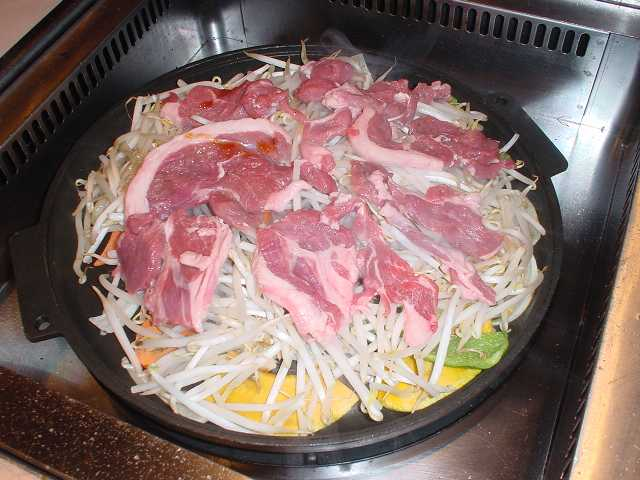
En esta disposición puede verse la sartén especial "concava" y la carne de cordero junto con las tiras de cebolla.

Jingisukan (ジンギスカン?   plato caliente de "Genghis Khan") se trata de una barbacoa japonesa (yakiniku) a base de carne de cordero preparado sobre una superficie cóncava de metal sobre la que se prepara el grill. El plato es muy popular en el norte de la isla de Hokkaidō. El plato en la cocina coreana es conocido y se denomina Bulgogi.

## Etimología
Según rumores el nombre del plato procede de la creencia popular del Japón de la preguerra de que el cordero era una carne popular entre los soldados mongoles, y la fuente de superficie cóncava representa los cascos de los soldados que supuestamente utilizaban para cocinar. Existe una disputa sobre los orígenes del plato; los candidatos incluyen Tokio, Zaō Onsen y Tōno. El primer restaurante dedicado a Jingisukan fue un Jingisu-sō (成吉思荘?  "Casa Genghis") que fue abierto en Tokio en el año 1936.

## Características
Se suele calentar la placa metálica con brasas de carbón o un calentador de gas hasta que se ponga suficientemente caliente, suele emplearse para su elaboración la propia grasa del cordero. Tras poner las piezas de cordero sobre la superficie caliente estás se retiran hasta que adquieren la textura crujiente deseada. Suele prepararse el plato con pequeñas tiras de cebolla (cortadas en juliana). A veces las tiras suelen remojarse en salsa de soja. La carne a veces se marina en una salsa con fuerte sabor a ajo.